# Le Mans villamosvonal-hálózata
Le Mans villamosvonal-hálózata (franciául: Tramway du Mans) egy villamosvonal-hálózat Franciaország Le Mans városában. A vonalhálózat hossza 18,8 km, nyomtávolsága 1435 mm, az áramellátást 750 V egyenfeszültségű felsővezeték biztosítja. A két vonalon összesen 35 állomás és megálló található. Naponta 48 000 fő választja a villamost. Üzemeltetője a Société d'Économie Mixte des Transports en Commun de l'Agglomération Mancelle (SETRAM).

## Története
A városban korábban már, 1897 és 1947 között már közlekedett egy méteres nyomtávolságú villamos. Ám a korábbi rendszert fokozatosan felszámolták, helyét autóbuszok és trolibuszok vették át. Ezután 60 évnek kellett eltelnie ahhoz, hogy ismét villamosok közlekedjenek a városban.

## Képek

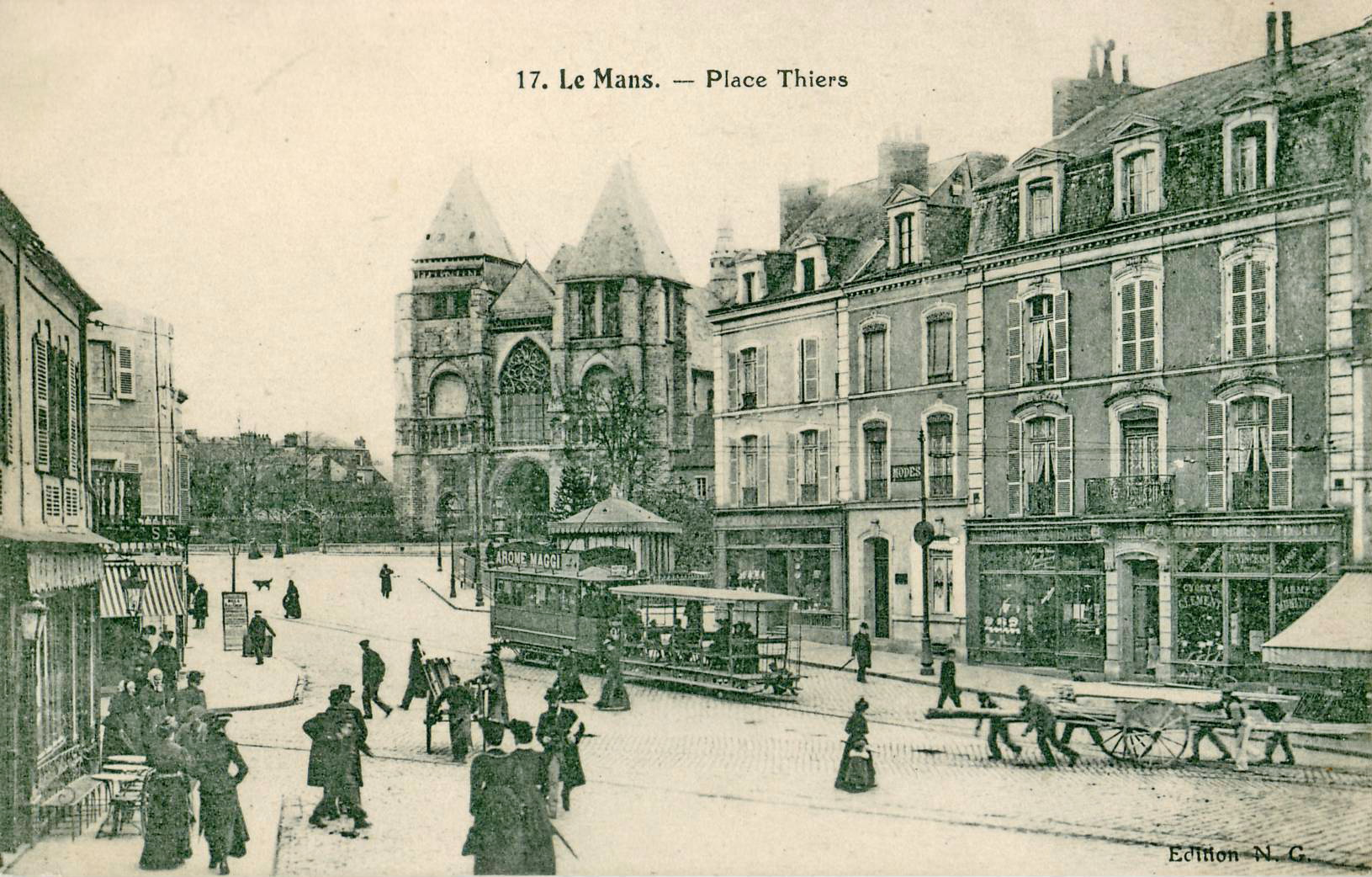
Képeslap az egykori villamosüzemről
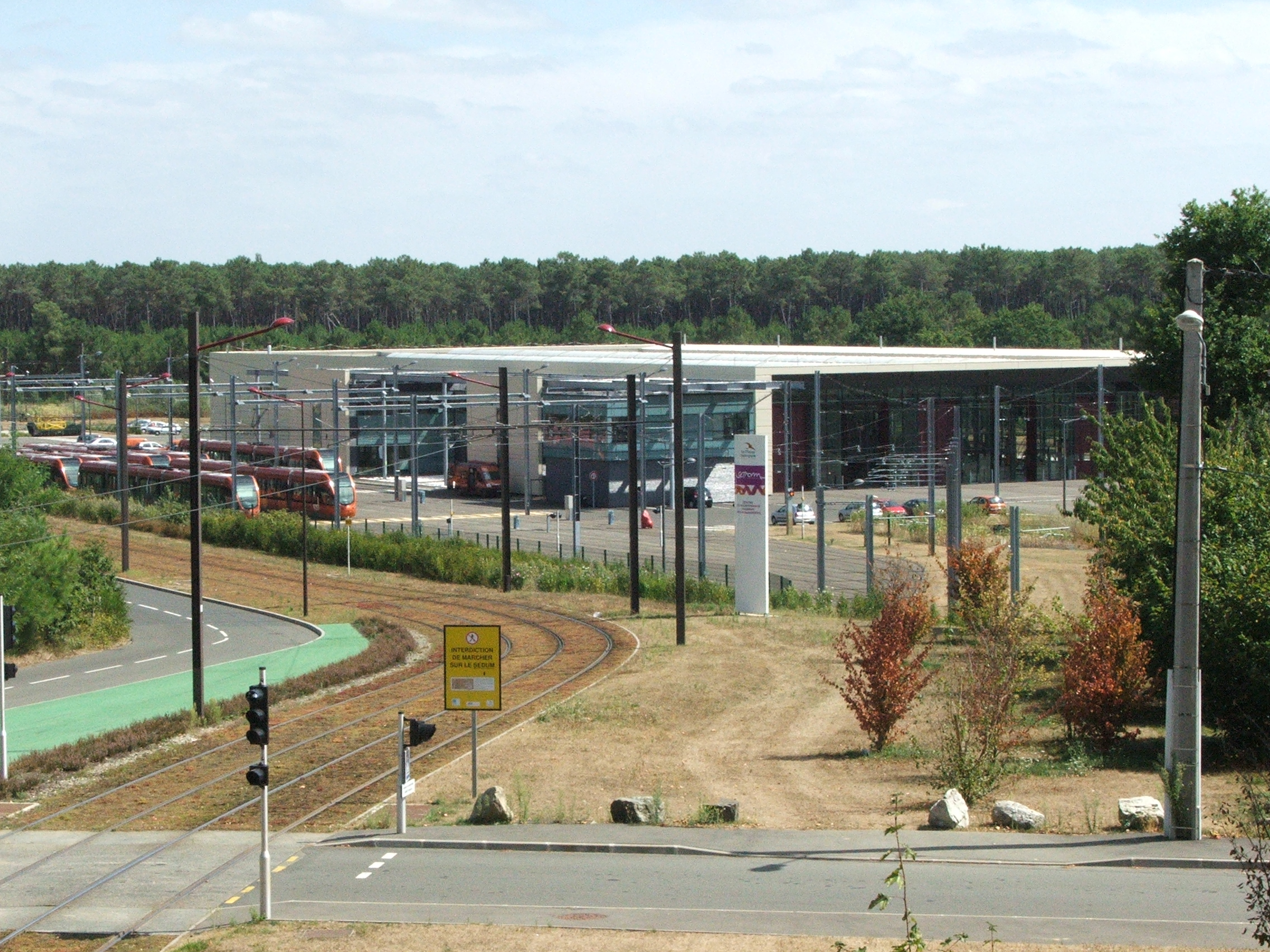
Kocsiszín
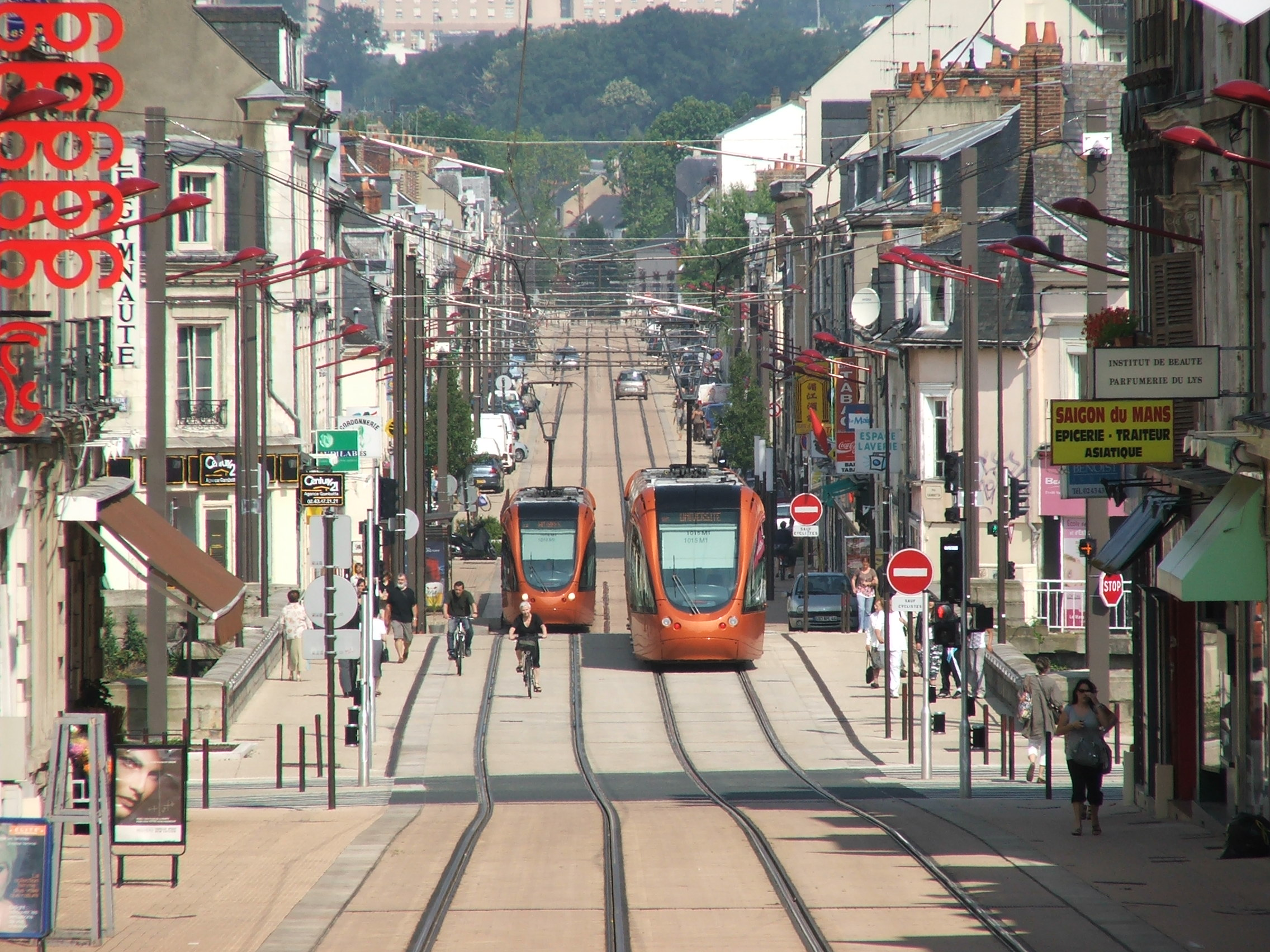
Modern villamos és villamospálya
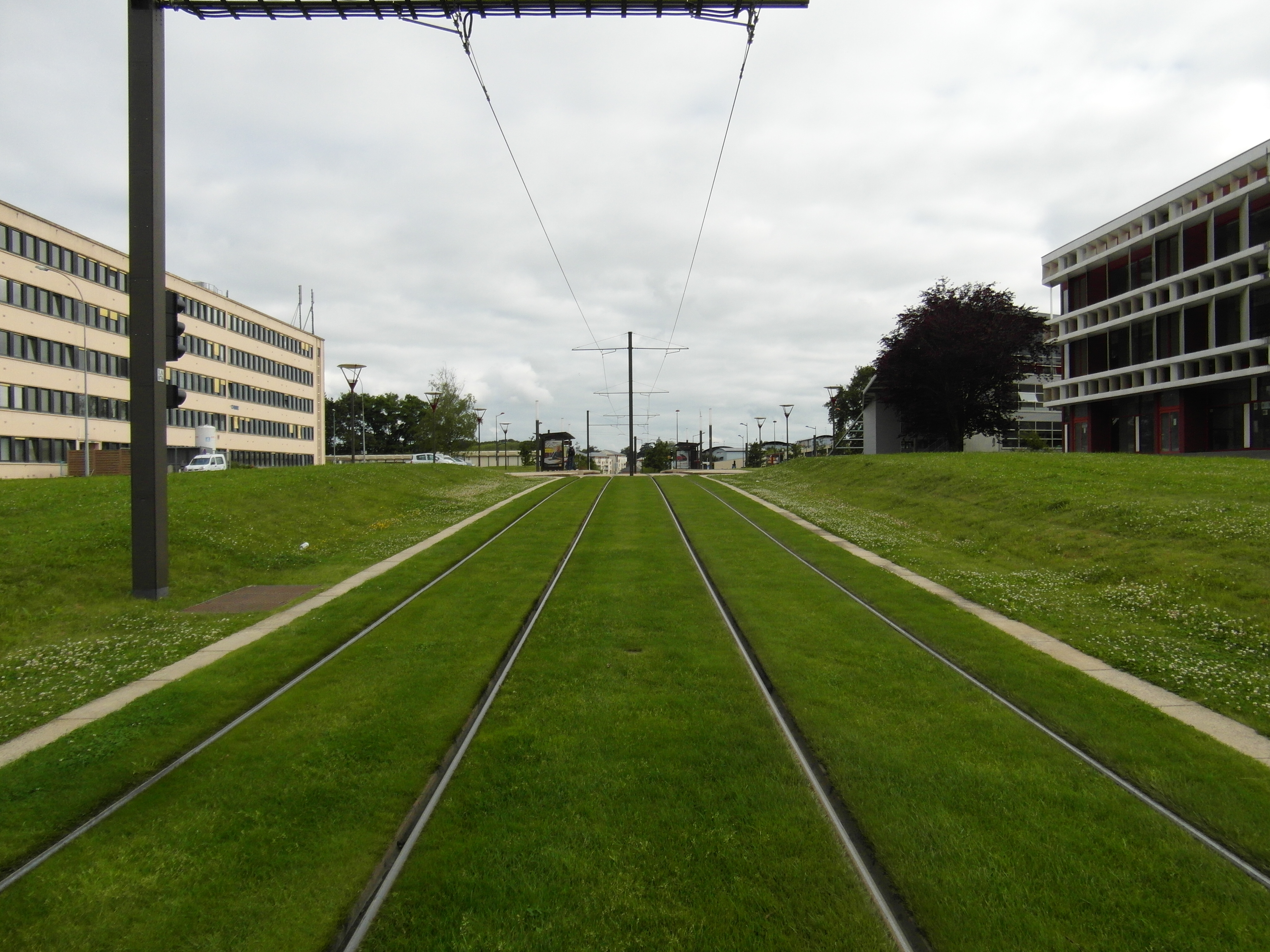
Füvesített villamospálya
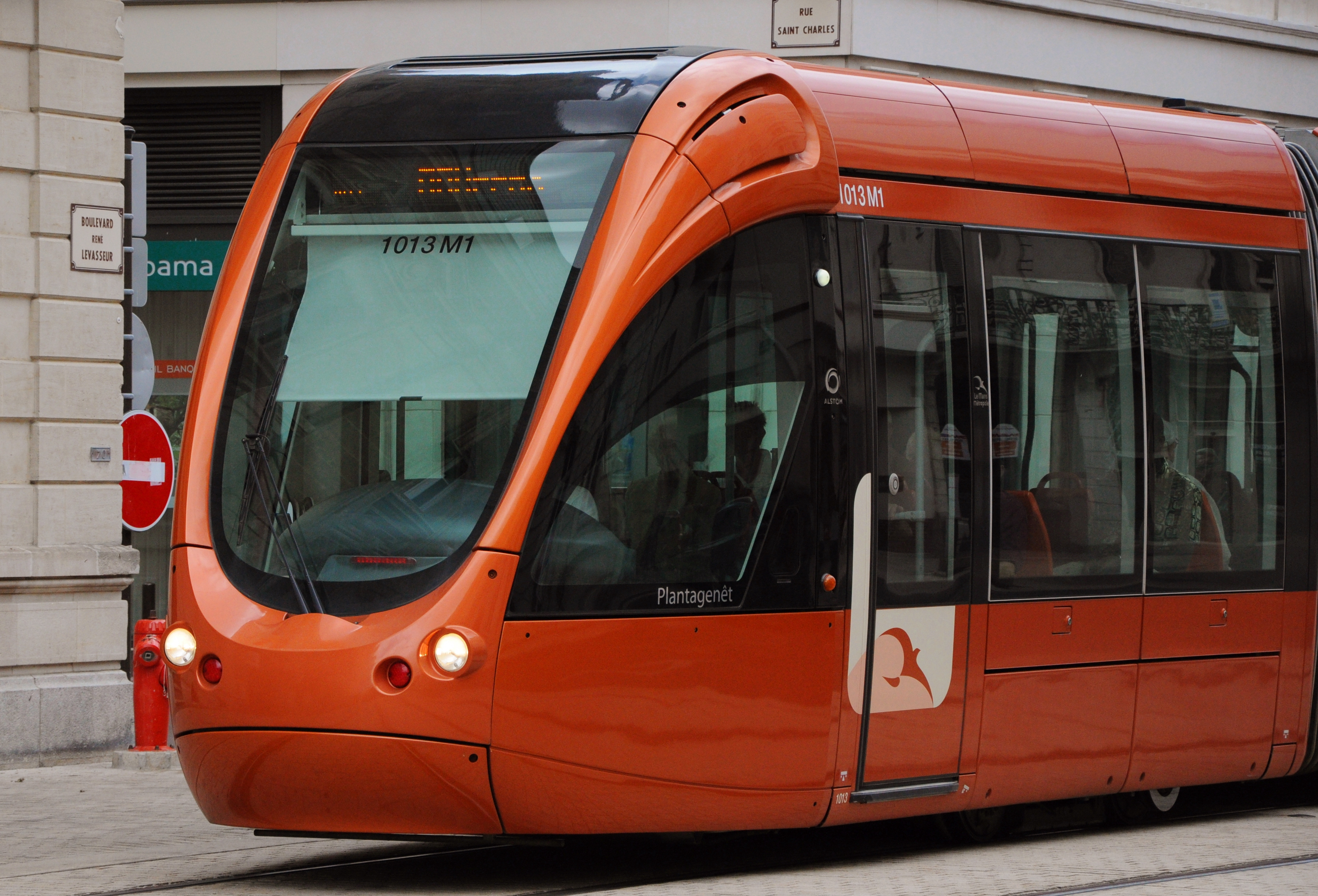
Alstom Citadis villamos
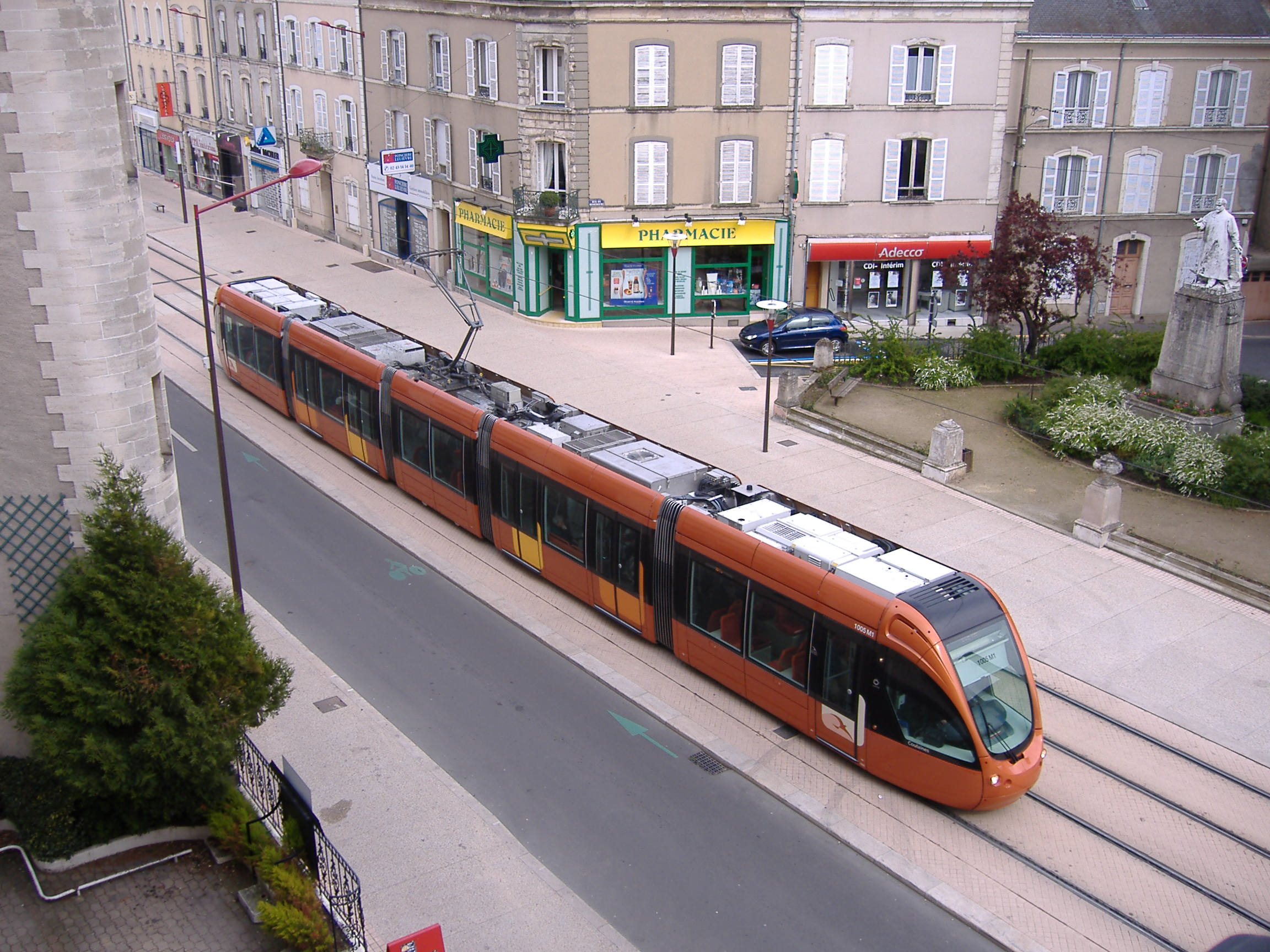
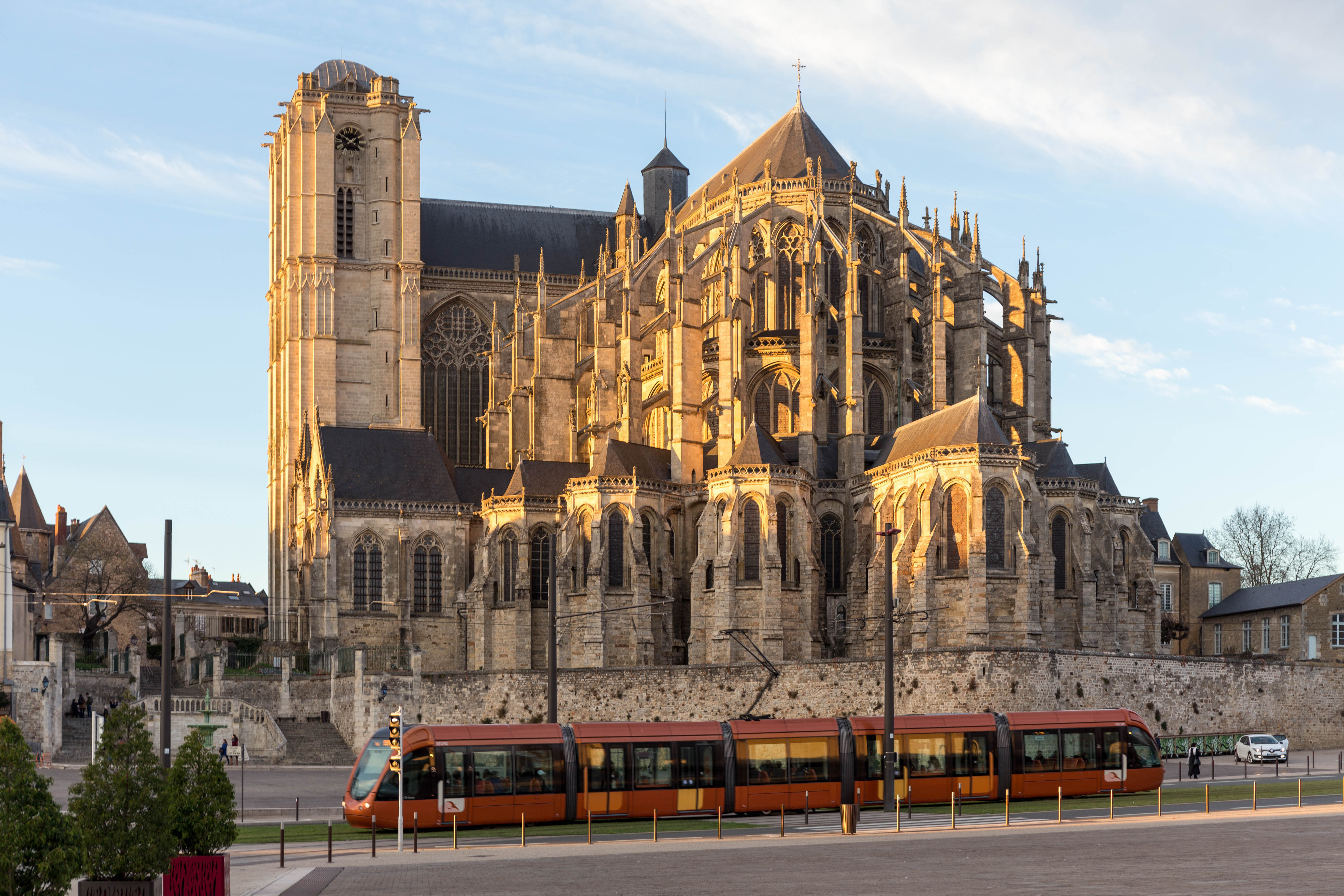
Villamos a Le Mansi katedrális előtt

## Kapcsolódó szócikk
- Franciaország villamosvonal-hálózatai